# Monasterio de Torba
El monasterio de Torba, también abadía de Torba (en italiano: monastero di Torba, abbadia di Torba) fue un antiguo convento benedictino en Torba, una fracción de Gornate Olona, Lombardía, Italia, en las laderas de la colina donde se encuentra el parque arqueológico de Castelseprio.
En 2011, fue declarado Patrimonio de la Humanidad como parte del grupo de siete bienes inscritos como Centros de poder de los longobardos en Italia (568-774 d. C.) (ref. 1318-003).

## Historia
El primer núcleo del conjunto de Castelseprio, del que Torba forma parte, originado bajo los romanos en el siglo V como parte de uno de los puestos militares erigidos para defenderse contra las incursiones bárbaras a lo largo de la vertiente sudoccidental de los Alpes. La zona alrededor del río Olona donde se fundó Torba, el Seprio (originalmente llamado Sibrium), fue un lugar de cierta importancia estratégica en el período romano, en parte debido a su suministro de agua, en parte porque su posición en un importante eje de comunicaciones cruzando los Alpes. Se construyó aquí un castrum o fortaleza, el origen del actual Castelseprio, uno de cuyos elementos externos fue un puesto de vigilancia y una torre, en lo que hoy es Torba.
El castrum  se usó a lo largo de los siglos siguientes por los godos, los bizantinos y los lombardos. Durant el largo período de la pax longobarda el grupo de edificios en Torba perdió su función militar y adquirió una religiosa, gracias al asentamiento aquí en el siglo VIII de un grupo de monjas benedictinas que hicieron construir el monasterio, añadiendo nuevos edificios a las estructuras originales para acomodar las celdas, el refectorio y el oratorio, así como un pórtico de tres arcos para proteger a los viajeros y los peregrinos, y en el siglo XI una nueva iglesia pequeña dedicada a la Virgen María. Durante el período franco el Seprio se convirtió en sede de un conde, adquiriendo así importancia agrícola adicional. En los siglos siguientes se convirtió en campo de batalla para algunas de las más poderosas familias milanesas, especialmente los Della Torre y los Visconti en el siglo XIII: en 1287 Otón Visconti, arzobispo de Milán, para detener a sus rivales usando el lugar contra él, ordenó la demolición del castrum de Castelseprio, con la excepción de los edificios religiosos. En Torba el convento incluyó la torre romana, que había sobrevivido hasta entonces.
De los documentos que se conservan (cuya fecha más antigua era de 1049) es posible reconstruir la historia de la abadía, en particular durante el Renacimiento. Una vez que se restauró el orden, muchas familias nobles buscaron tener una abadesa nombrada de su propio grupo, hasta que las monjas se trasladaron a Tradate en 1482, bajo la influencia de la familia Pusterla, dejando el lugar para que lo cultivaran los granjeros. Así empezó el llamado «período agrícola» del conjunto hasta 1799, en la época de Napoleón, y la supresión de las órdenes religiosas. Torba perdió toda conexión monástica, y los edificios fueron convertidos a propósitos puramente útiles desde el punto de vista agrícola: el pórtico fue amurallado, la entrada a la iglesia ampliada de manera que pudiera usarse mejor como un almacén para carros y herramientas, y los frescos fueron blanqueados.
La propiedad cambió de manos muchas veces en los años siguientes, hasta que en 1971 lo abandonó la última familia granjera. Después hubo años de abandono y fue adquirido en 1977 por Giulia Maria Mozzoni Crespi quien se lo entregó al Fondo Ambiente Italiano (FAI), que lo restauró. En 1986 la larga restauración fue terminada y el lugar se abrió al público.

## Arquitectura

### Iglesia

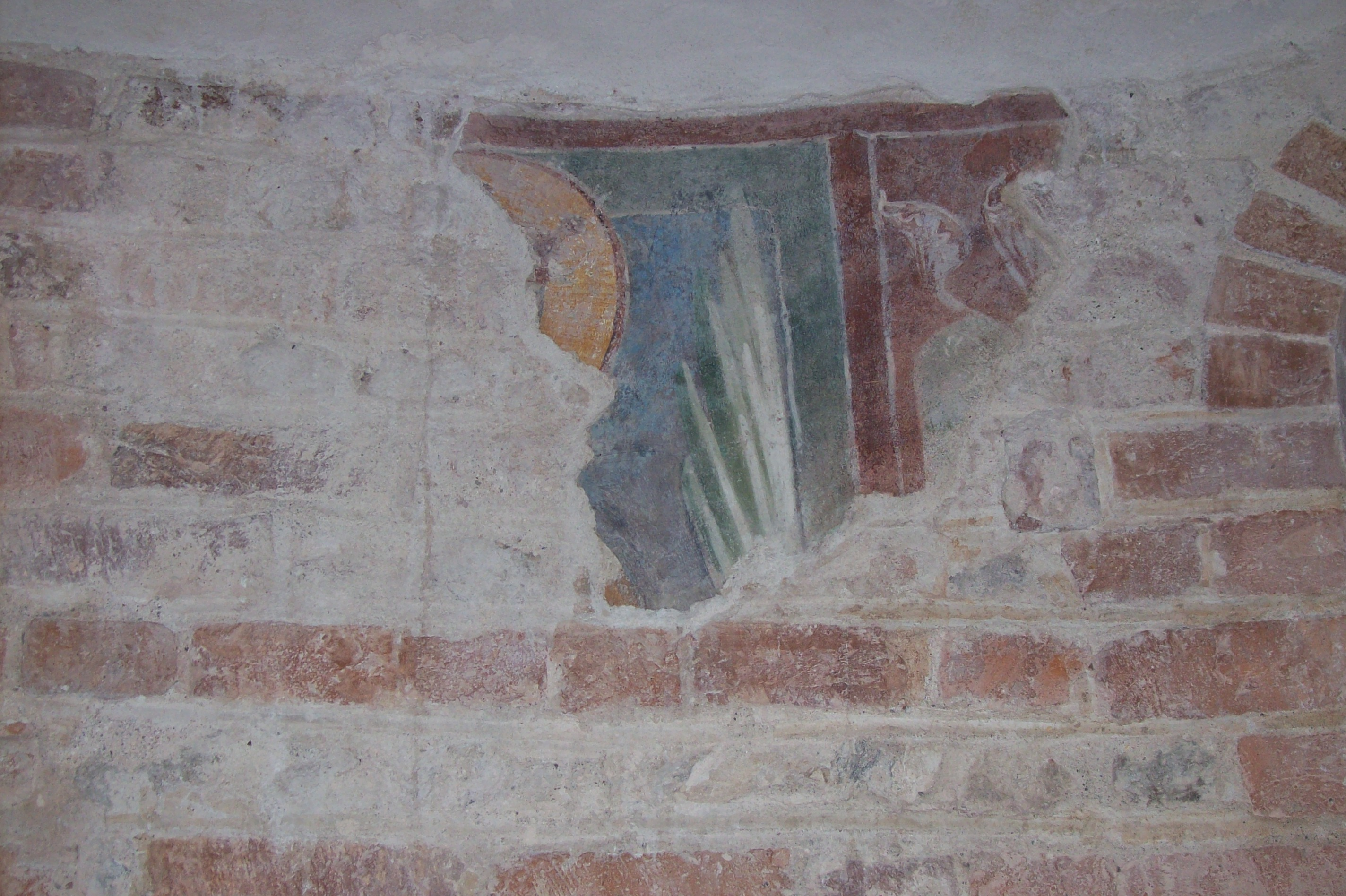
Un fragmento de los restos de los frescos

La iglesia, dedicada a la Virgen María, fue construida en varias fases entre los siglos VIII y XIII, usando piedras recogidas del río Olona unidas con arena y limo. El interior contiene rastros de una estructura eclesiástica anterior: los restos de un campanario con una planta cuadrada, anterior a la actual construcción, aún son visibles. El muro externo del ábside, con amplios cantos rodados, tiene cuatro lesenas dividiéndolo en cinco partes, dentro de las cuales hay aberturas de ventana en bordes extendidos. El perímetro superior está decorado con «colgaduras» o arcos invertidos en ladrillo cotto, que creó un interesante efecto cromático popular en arquitectura románica lombarda. Dentro de la iglesia algunas tumbas han sido redescubiertas y una cripta con un ambulatorio, datable del siglo VIII, que es alcanzada por dos tramos de escalera de piedra establecida en las paredes laterales. A la iglesia rectangular original se le añadió en los siglos XII y XIII un ábside de toba calcárea y ladrillo. Para incrementar la capacidad del edificio una estructura de entresuelo de madera móvil fue añadida al cuerpo principal de la iglesia, sobre la cripta.
Las imágenes de los muros de limo, debido a su mal estado de conservación, son bastante fragmentarios y no permiten la exacta identificación de su tema. Los frescos tienen dos fases identificables de los frescos: el más antiguo es de los siglos IX-X, y el más moderno, de los siglos XI-XIII. Algunos fragmentos visibles del campanario son de una fase posterior: entre ellos se puede identificar la cara de Joaquín, junto con la inscripción (A)KIM. La variedad en el amurallamiento externo testifica la tortuosa historia de la iglesia a lo largo de los siglos.

### Abadía
Las obras de restauración de la FAI han sacado a la luz los grandes arcos del pórtico del principal edificio conventual, ahora una zona de descanso, establecida en la línea romana del muro, aún visible dentro del refectorio, donde también puede verse la gran chimenea original. El pórtico estaba previsto para los peregrinos y los viajeros, quienes de esta forma podían descansar bajo su cubierta y hacer uso del horno cerca del cual está la escalera que lleva a la planta superior de la torre.

### Torre

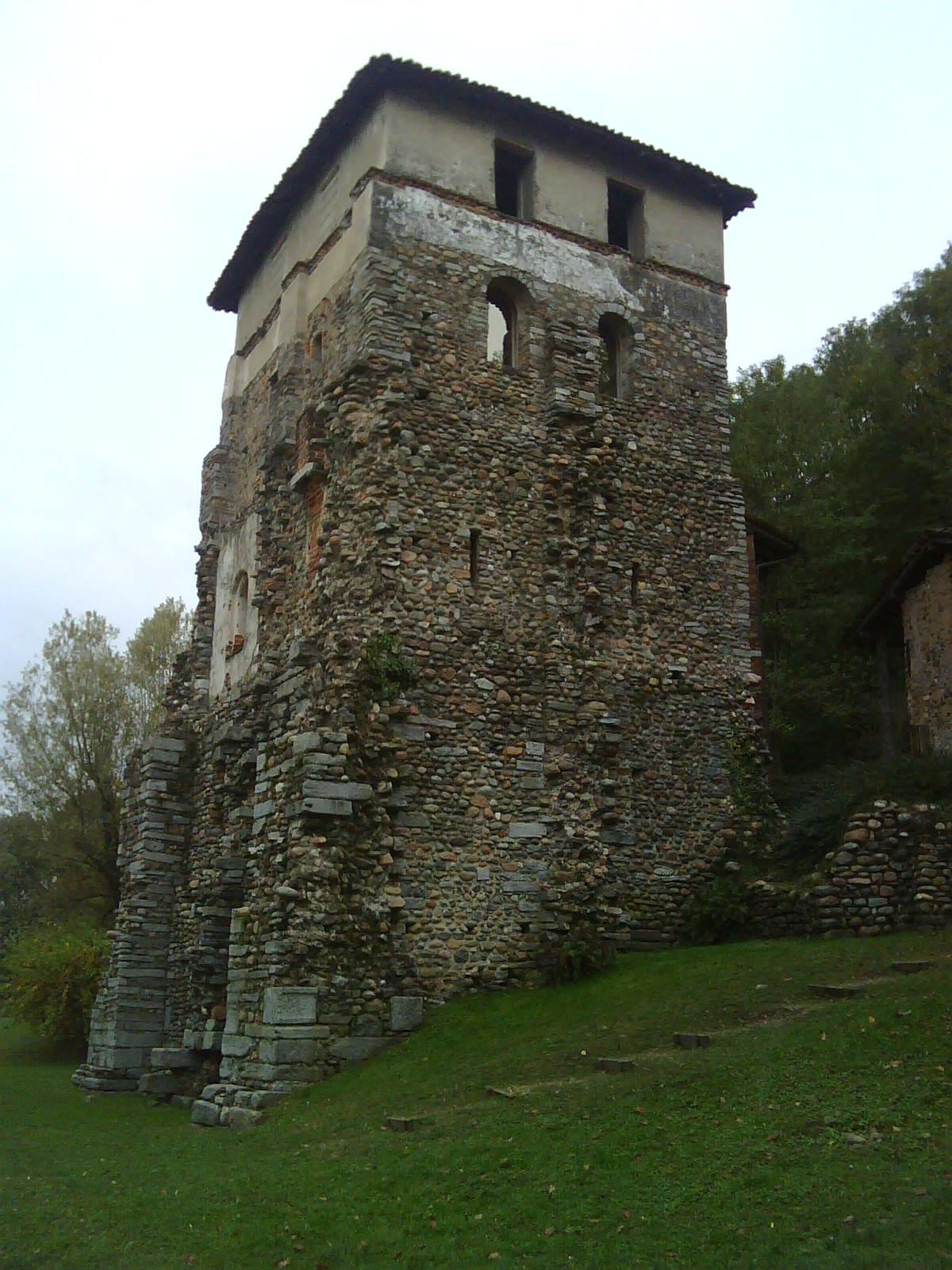
La torre de Torba

La torre, cuya función era proporcional una atalaya dentro del sistema defensivo romano, forma el punto más cercano al río Olana y es uno de los pocos restos que quedan en el norte de Italia de arquitectura defensiva romana de los siglos V-VI. Construida con materiales rescatados de lugares de entierro romanos, se caracteriza por una poderosa construcción, aunque delgada. Las paredes del perímetro progresivamente redujeron su grosor de la base (alrededor de 2 metros) hasta el nivel del tejado, donde son de alrededor de 85cm, creando una serie de escalones (conocidos como «compensaciones» u offsets) que son visibles tanto dentro como fuera de la estructura, que tiene más de 18 metros de alto. Los ángulos de las paredes también están reforzados con contrafuertes.
El interior de la torre muestra con más evidencia la compleja historia del edificio: en la primera planta –de hecho, junto a las estrechas ventanas del período militar– es una ventana ojival del siglo XV. Los restos de frescos que permanecen en los muros y los nichos cortados en ellos son evidencia de que en el período lombardo esta habitación se usó como lugar de enterramiento de las abadesas. Entre esos frescos aún legibles puede distinguirse la figura de una monja que tiene en la inscripción el nombre típicamente lombardo de Aliberga, y una cruz con las letras alfa y omega en los brazos horizontales. Entre los materiales reutilizados para la construcción de esta planta hay una pieza de mármol romano con un relieve tallado de un yelmo con cresta.
Entre los siglos VIII y XI la segunda planta se usó por las monjas como un oratorio, tal como se muestra por la presencia de un altar (hoy perdido) y representaciones de figuras religiosas en las paredes. En la pared oriental hay rastros de representaciones de Velarium (toldos romanos), que es un tema infrecuente. Por encima está la figura de Cristo Pantocrátor (sin barba), entronizado entre dos ángeles y originalmente cercano a figuras de la Virgen María y algunos apóstoles. Actualmente solo puede distinguirse la figura de san Juan Bautista, probablemente se pretendía que formara una Deesis con María, y quizás San Pedro. En la pared occidental, se presume que estaban las figuras de santos y mártires (de quienes solo la de Santa Eufemia es hoy reconocible, gracias a un fragmento de una inscripción) y debajo de ellos una procesión de ocho monjas, con sus manos expresionistamente representadas en actitudes de oración. En la pared meridional están los restos de un fresco de la Virgen con el Niño, con un peticionario sosteniendo una vela. Finalmente, en la pared septentrional están los restos de una cabeza de león pintada, identificada por algunos como la de San Marcos, implicando que esto fue una vez la representación del Tetramorfos.